# Christopher Miles
Christopher Miles (Londra, 19 aprile 1939 – Devizes, 15 settembre 2023) è stato un regista e sceneggiatore britannico.

## Filmografia
- A Vol d'Oiseau (1962)
- The Six-Sided Triangle (1963)
- Rhythm 'n' Greens (1964)
- Up Jumped a Swagman (1965)
- Rue Lepic Slow Race (1967)
- The Virgin and the Gypsy (1970)
- Tempo d'amare (A Time for Loving) (1972)
- Zinotchka - TV (1972)
- The Maids (1974)
- That Lucky Touch (1975)
- Alternative 3 - TV (1977)
- Neck - TV (1978)
- Priest of Love (1981)
- Daley's Decathlon - TV (1982)
- Marathon - TV (1983)
- Aphrodisias - City of Aphrodite - TV (1984)
- Lord Elgin and Some Stones of No Value - TV (1986)
- Cyclone Warning Class 4 - TV (1994)
- Love in the Ancient World - TV (1997)
- The Clandestine Marriage (2000)
- Fire from Olympia - TV (2004)

## Premi
- 1963 San Francisco Film Festival - Nomination per A Vol d’Oiseau
- 1963 Premio Oscar - Nomination per Six-sided Triangle
- 1970 Taormina International Film Fest - Nomination per The Virgin & The Gypsy
- 1971 British Film and Television Press Guild - Premio per il miglior film per The Virgin & The Gypsy
- 1971 Golden Globe - Nomination per The Virgin & The Gypsy
- 1971 National Board of Review - Premio per il miglior film per The Virgin and the Gypsy
- 1983  UK Video Awards - Nomination per Daley's Decathlon
- 2000  Newport Beach Film Festival - Premio per migliore cinematografia per The Clandestine Marriage

## Teatro
- Skin of Our Teeth (1973)